# Charpentier (Adelsgeschlecht)

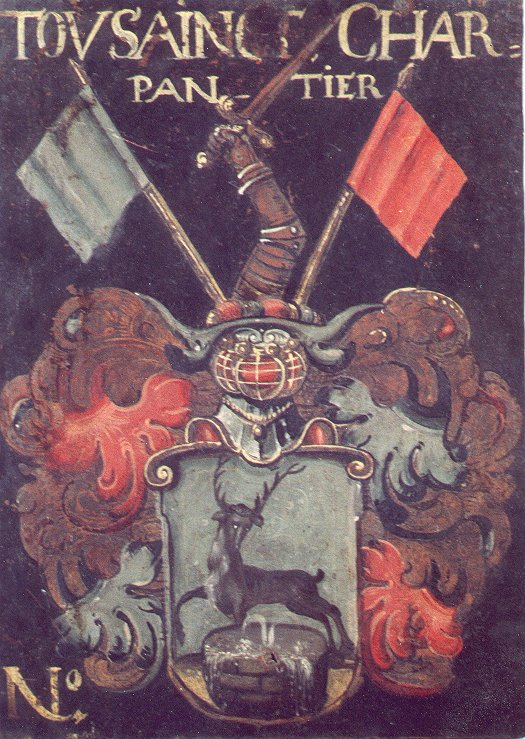
Wappen (1663)

Charpentier, russisch Шарпантье, ist der Name eines Adelsgeschlechts, das sich in Schweden, Sachsen, Finnland, Russland und Preußen ausgebreitet hat.
Es besteht keine Stammverwandtschaft zu den 1763 nobilitierten Grafen Charpentier von Hennery, auch nicht zum französischen Komponisten Marc-Antoine Charpentier.

## Geschichte
Die Familie nimmt in der Normandie ihren Ursprung, von wo Toussaint von Charpentier in schwedische Militärdienste trat und als Oberst 1663 in den schwedischen Adelsstand erhoben sowie 1668 bei der Adelsklasse auf dem Ritterhaus introduziert (Nr. 765) wurde. Johann von Charpentier (1738–1805) war sächsischer Berghauptmann und erfuhr 1784 die Hebung in den Reichsadelsstand. 1818 wurde die Familie auch auf dem finnischen Ritterhaus bei der Adelsklasse (Nr. 64) introduziert.

## Wappen
Das Wappen (1784) zeigt in Blau einen rechtsgekehrten, linkssehenden, stehenden, zwölfendigen, goldenen Hirsch auf grünem Rasen, über einem Steintrog mit überlaufendem Wasser.

## Angehörige
- Johann Friedrich Wilhelm von Charpentier (1738–1805), deutscher Geologe
  - Toussaint von Charpentier (1779–1847), deutscher Geologe und Insektenkundler
  - Johann von Charpentier (1786–1855), deutsch-schweizerischer Geologe
- Fredrik Vilhelm Charpentier (1849–1918), russischer Generalmajor[1]
  - Claes Charpentier (1858–1918), russischer Generalleutnant
- Axel Fredrik Charpentier (1865–1949), finnischer Justizkanzler (1918–1928)
- Theodor Charpentier (1874–1954), russischer Generalleutnant

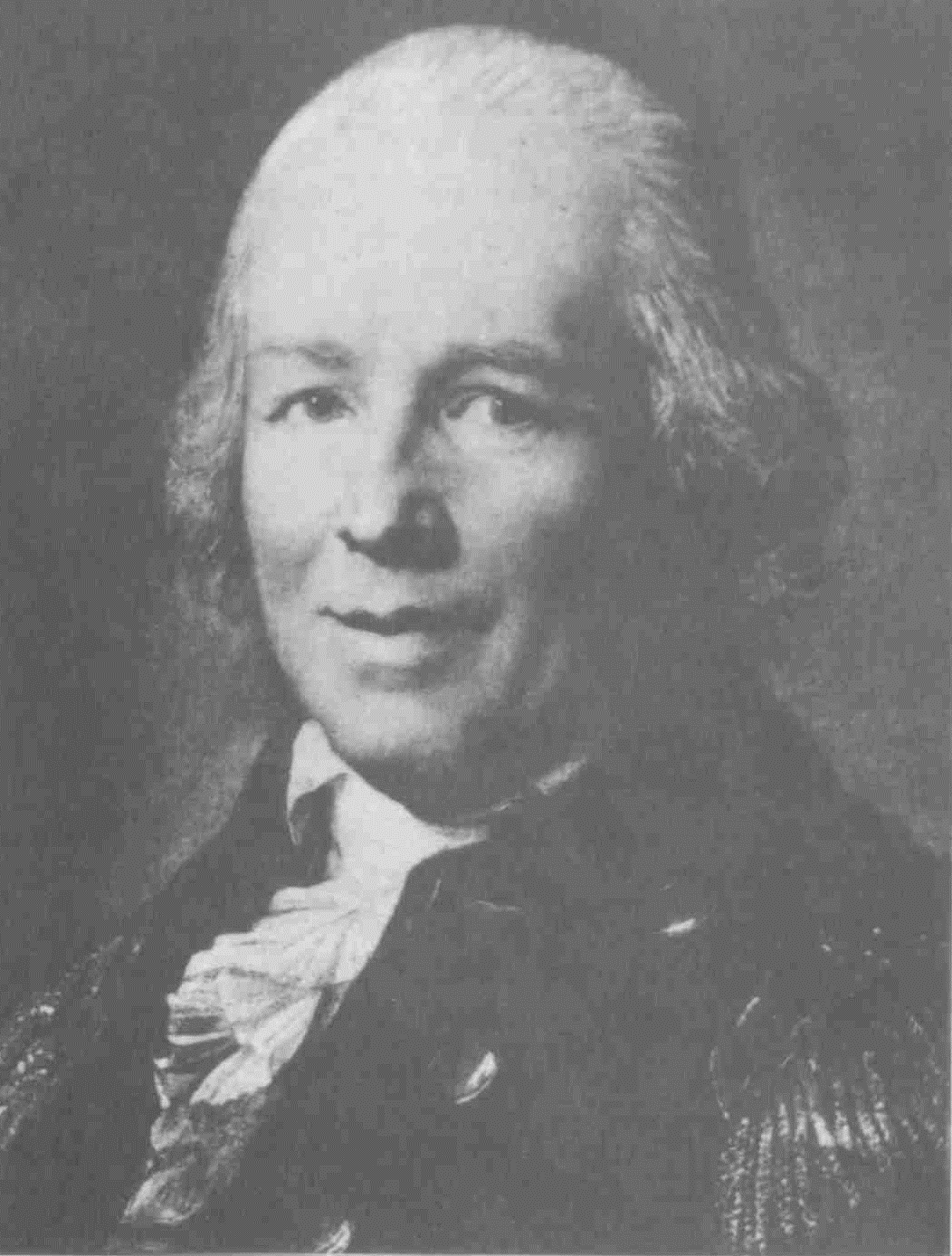
Geologe Johann Friedrich Wilhelm von Charpentier (1738–1805)
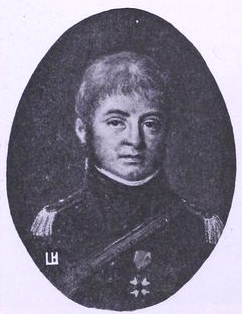
Oberstleutnant Robert Carl Charpentier (1766–1830)
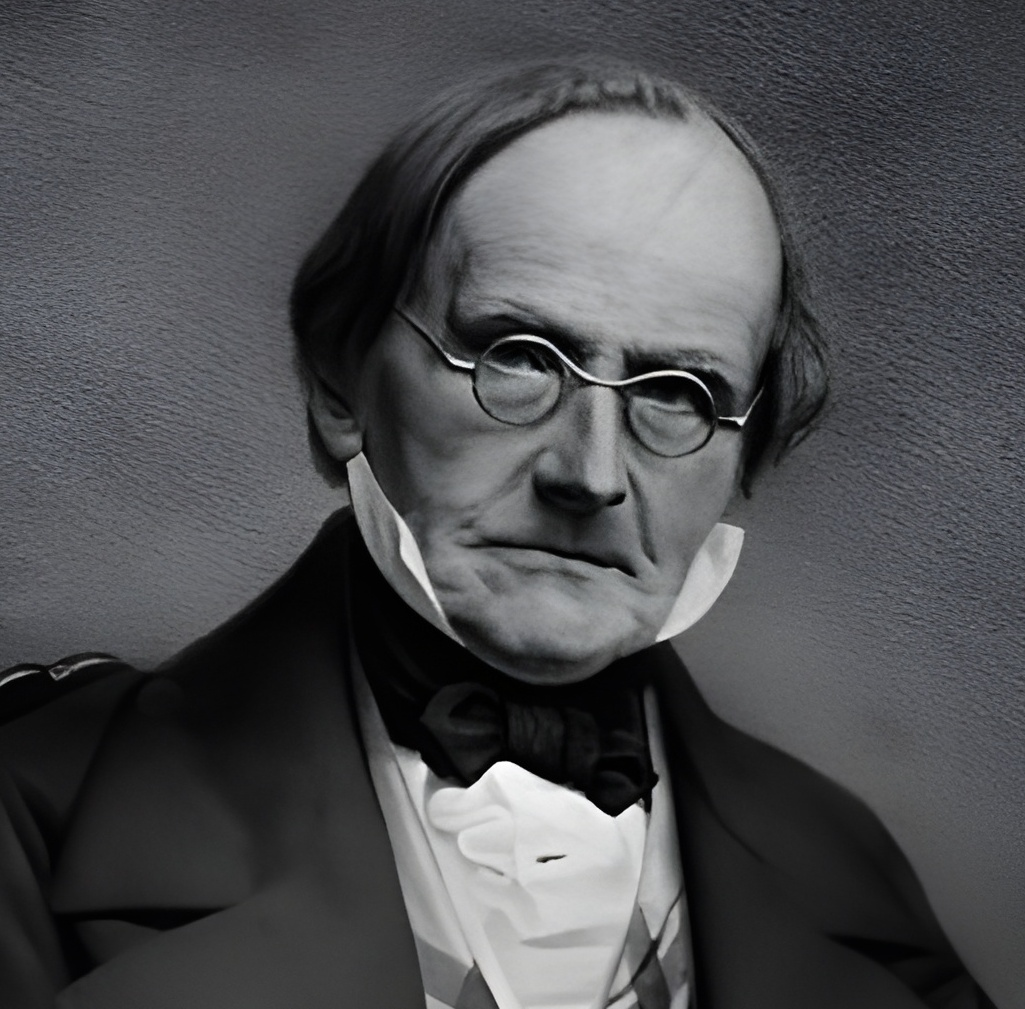
Geologe Johann von Charpentier (1786–1855)
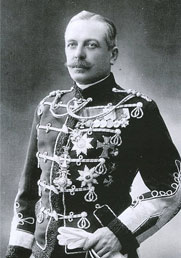
Generalleutnant Claes Charpentier (1858–1918)